# AWMF-Leitlinienregister

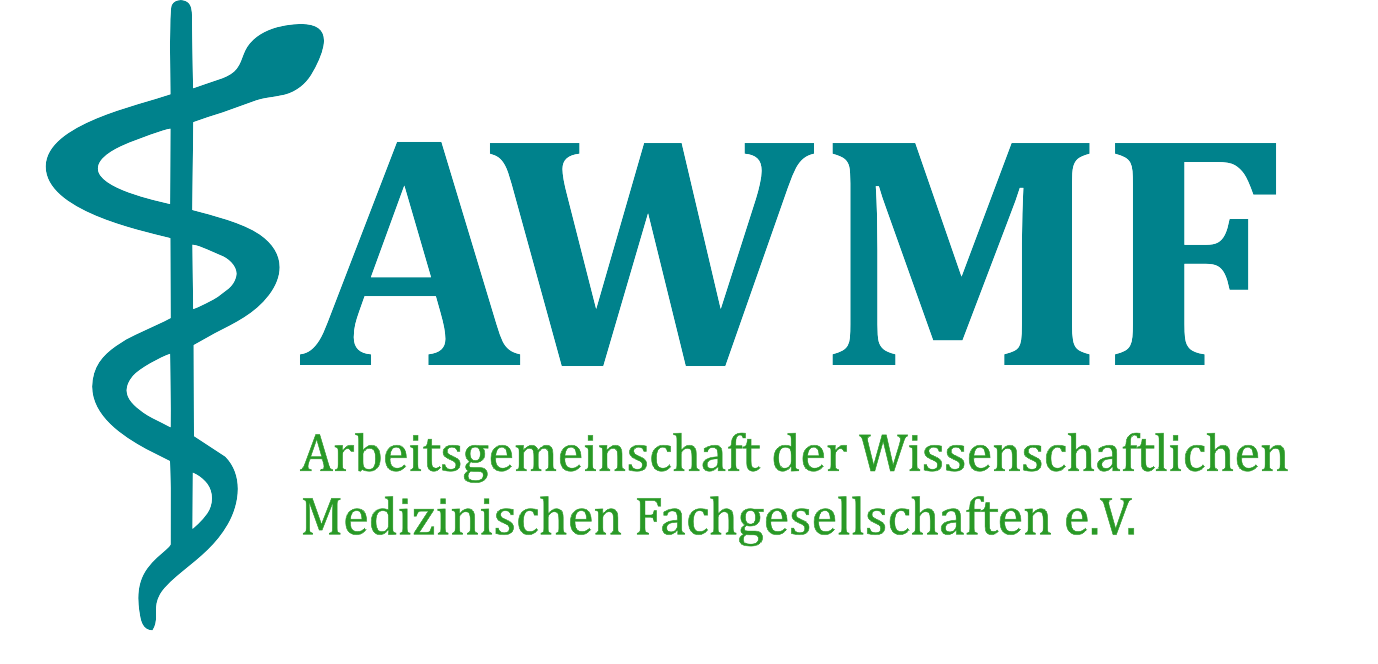

Das AWMF-Leitlinienregister ist ein Verzeichnis, in dem Leitlinien sowie Patienteninformationen und Patientenleitlinien der Mitgliedsgesellschaften der Arbeitsgemeinschaft der Wissenschaftlichen Medizinischen Fachgesellschaften (AWMF) gesammelt und nach einem Prüfverfahren im Internet veröffentlicht werden. 
Das Verzeichnis ist Bestandteil des AWMF-Leitlinienprogramms und hat die inhaltliche und qualitative Transparenz der verfügbaren Dokumente zum Ziel. 

## Hintergrund
Die AWMF unterhält seit 1995 ein Programm zur Förderung der Entwicklung und Verbreitung Medizinischer Leitlinien in Deutschland (siehe AWMF-Leitlinienprogramm). In diesem Rahmen wurde ab 1997 ein Verzeichnis aller Leitlinien der Fachgesellschaften, die der AWMF gemeldet worden waren, erstellt.
Ab dem Jahr 2000 war das Register über das AWMF-Leitlinienportal allgemein zugänglich.
Seit Januar 2005 werden nur noch Leitlinien ins AWMF-Register aufgenommen, die der AWMF vor Beginn ihrer Erarbeitung in einem strukturierten Anmeldeverfahren gemeldet worden sind.

## Dokumentensuche
Das Register soll eine umfassende Übersicht über alle verfügbaren Leitlinien, Patienteninformationen und Methodendokumente sowie direkten Zugriff auf die vollständigen Texte ermöglichen. Die Suchfunktion erlaubt die schnelle und zielgenaue Recherche, wobei Suchergebnisse nach verschiedenen Kriterien wie Fachgebiet, Publikationsjahr oder Leitlinienstatus gefiltert werden können.

## Regeln für das Leitlinien-Register
Für Leitlinienentwickler existiert eine umfassende Sammlung von Regeln, vom Umgang mit Interessenkonflikten und den Details des Anmeldeverfahrens über die Klassifikation der Leitlinien nd die Publikation bis hin zur Löschung nicht aktualisierter Leitlinien.

## Leitlinien-Anmeldung
Die Anmeldung des Leitlinienvorhabens bei der AWMF ist Voraussetzung für eine Aufnahme in das Leitlinienregister und die möglich spätere Publikation über das AWMF-Leitlinienportal. Dies betrifft Neuerstellungen oder Aktualisierungen von Leitlinien.
AWMF-Anmeldeformular Leitlinienprojekt – Fragen zur Anmeldung (Fassung 4. April 2023):
- Art der Anmeldung: neue Leitlinie / Upgrade / Update: partiell, komplett, Living Guideline
- Titel der Leitlinie
- Geplante S-Klasse: S1 / S2e / S2k / S3
- Anmeldedatum
- Geplante Fertigstellung (Monat/Jahr)
- Gründe für die Themenwahl
- Zielorientierung der Leitlinie
- Verbindung zu vorhandenen Leitlinien im AWMF-Register
- Anmelder (Person)
- Anmeldende Fachgesellschaft(en)
- Beteiligung weiterer AWMF-Fachgesellschaften
- Beteiligung weiterer Fachgesellschaften oder Organisationen
- Ansprechpartner (Leitliniensekretariat)
- Leitlinienkoordination (Name)
- Anmelder (Person)
- Versorgungsbereich: ambulant / stationär / teilstationär / Prävention / Früherkennung / Diagnostik / Therapie / Rehabilitation / primärärztliche Versorgung / spezialärztliche Versorgung
- Patientenzielgruppe: Erwachsene / Kinder/Jugendliche / ggf. Ergänzung
- Adressaten der Leitlinie (Anwenderzielgruppe)
- Geplante Methodik (Art der Evidenzbasierung, Art der Konsensusfindung)
- Ergänzende Informationen zum Projekt (vorhanden ja/nein, wenn ja: wo?)